# Avetianella depressa
Avetianella depressa är en stekelart som först beskrevs av Girault 1916.  Avetianella depressa ingår i släktet Avetianella och familjen sköldlussteklar. Inga underarter finns listade.